# Museu de Roskilde
O Museu de Roskilde é um museu de história local sediado em Roskilde, Dinamarca. O museu, administrado pelos municípios de Roskilde, Frederikssund e Lejre, tem oito filiais separadas. A filial principal em Roskilde, na esquina de Sankt Olsgade e Sankt Olsstræde, fica em dois edifícios tombados, a Sugar House e a Liebe House, uma antiga refinaria de açúcar e uma antiga casa de comerciante, respectivamente.

## História

### Sugar House
A Sugar House foi construída por um consórcio liderado por Johan Jørgen Holst como uma instalação para o processamento de açúcar bruto das Índias Ocidentais Dinamarquesas. Os outros investidores, uma combinação de empresários de Copenhague e comerciantes locais, eram membros da sua família.
A empresa de açúcar também tinha seu próprio navio, o Roskilde Ark. Após pressão da empresa de açúcar, a cidade concordou em construir um novo píer que permitia que o navio continuasse até Roskilde. Antigamente, embarcações maiores só conseguiam navegar até Frederikssund, no Fiorde de Roskilde, onde as mercadorias tinham que ser transferidas para barcos menores. A Arca de Roskilde, também conhecida como Navio de Açúcar, trazia açúcar bruto e carvão para a fábrica e enviava açúcar processado para portos na Zelândia, onde era vendido. A empresa não podia vender seu açúcar em Copenhague e outras cidades que tinham suas próprias refinarias e apenas em porções de pelo menos 20 libras.

### Liebe House

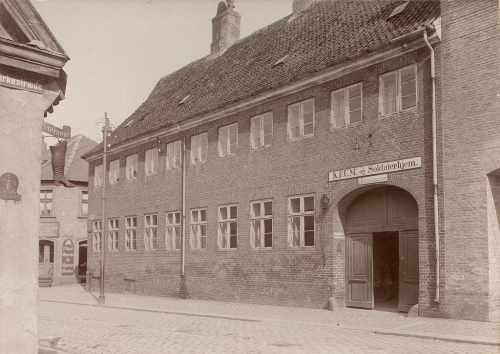
A Liebe House em 1905

Em 1804, Jacob Borch construiu uma grande casa no local ao lado da fábrica de açúcar. Ela substituiu uma casa modesta com estrutura de madeira e telhado de palha, datada do século XVII. O nome do edifício refere-se à família Liebe que foi proprietária da propriedade durante duas gerações no final do século.
Por ocasião de sua morte em 1900, Liebe deixou todo o complexo de edifícios para a Prefeitura de Roskilde. Em 1908, o Sugar House passou a ser usado como quartel de bombeiros. O Museu de História Local de Roskilde foi fundado em 12 de novembro de 1929 no andar térreo da Liebe House. Quando o quartel de bombeiros mudou para novas instalações em 1989, o Museu Roskilde assumiu o Sugar House.

## Arquitetura
A Sugar House foi construída em tijolos amarelos na Sankt Olsstræde. Acima do portão há uma placa memorial. É o único edifício deste tipo que sobreviveu na Dinamarca. A Liebe House é construída em tijolos vermelhos e tem um telhado de meia-quadril. Ambos os edifícios foram listados em 1918 e o escopo da listagem foi ampliado em 1978.